# Sciurocheirus
Sciurocheirus is een geslacht van zoogdieren uit de familie van de galago's (Galagidae). De wetenschappelijke naam van het geslacht werd in 1872 gepubliceerd door John Edward Gray.

## Taxonomie
Dit geslacht bestaat uit de volgende 3 soorten:
- Geslacht: Sciurocheirus (3 soorten)
  - Sciurocheirus alleni (Waterhouse, 1838)
  - Sciurocheirus gabonensis (Gray, 1863)
  -  Sciurocheirus makandensis Ambrose in Butynski, Kingdon, & Kalina, 2013